# Elif Onur
Elif Onur (ur. 20 grudnia 1989 w Artvin, Turcja) – turecka siatkarka, przyjmująca. Obecnie występuje w drużynie Fenerbahçe SK.

## Kariera
| Klub                 | Kraj   | Od        | Do        |
| -------------------- | ------ | --------- | --------- |
| Bosch Spor           | Turcja | 2005–2006 | 2005–2006 |
| Nilüfer Belediyespor | Turcja | 2006–2007 | 2011–2012 |
| Fenerbahçe SK        | Turcja | 2012–2013 | ...       |